# Tramway de Saint-Quentin

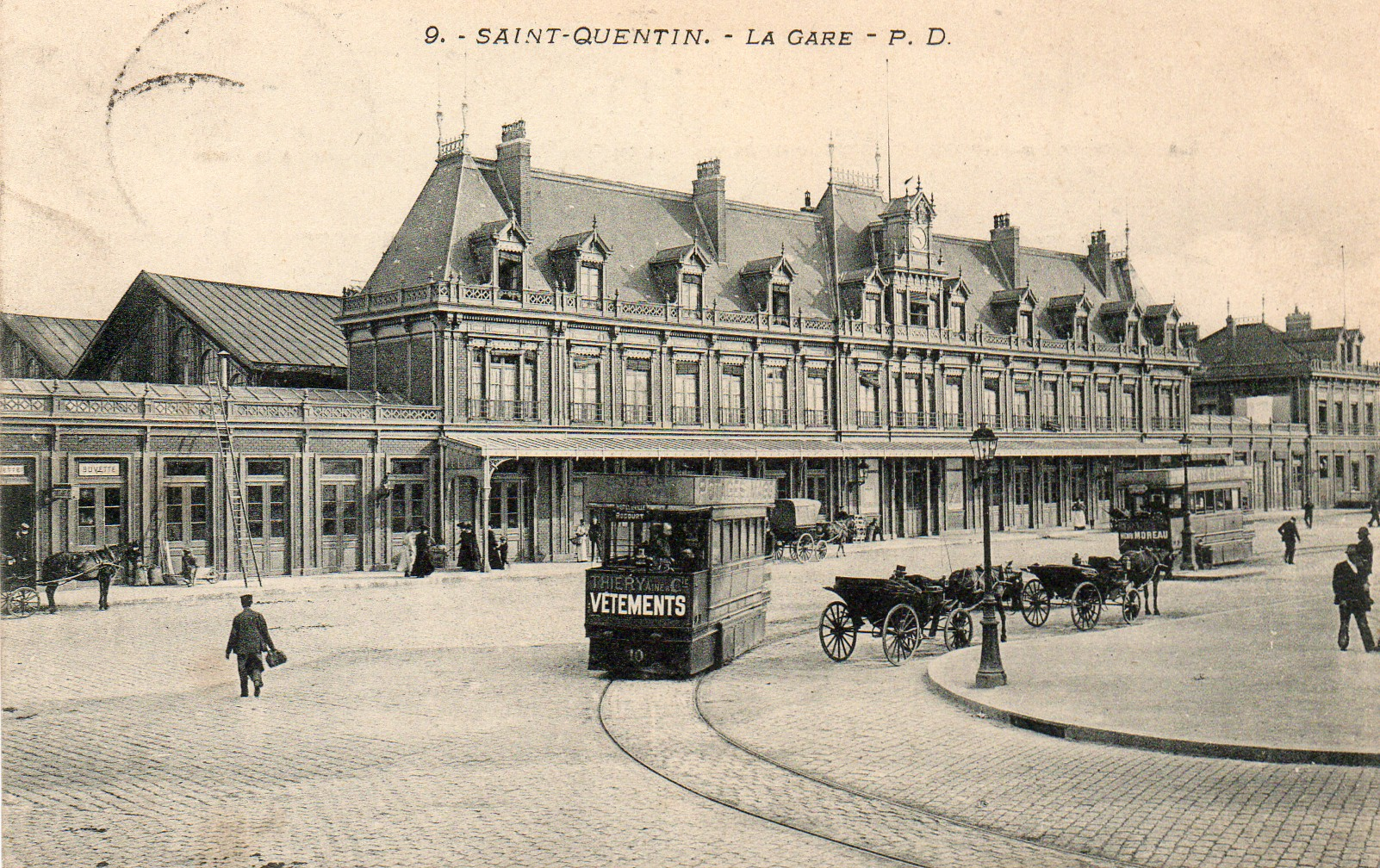
Tramway à air comprimé Mékarski devant la gare vers 1906.

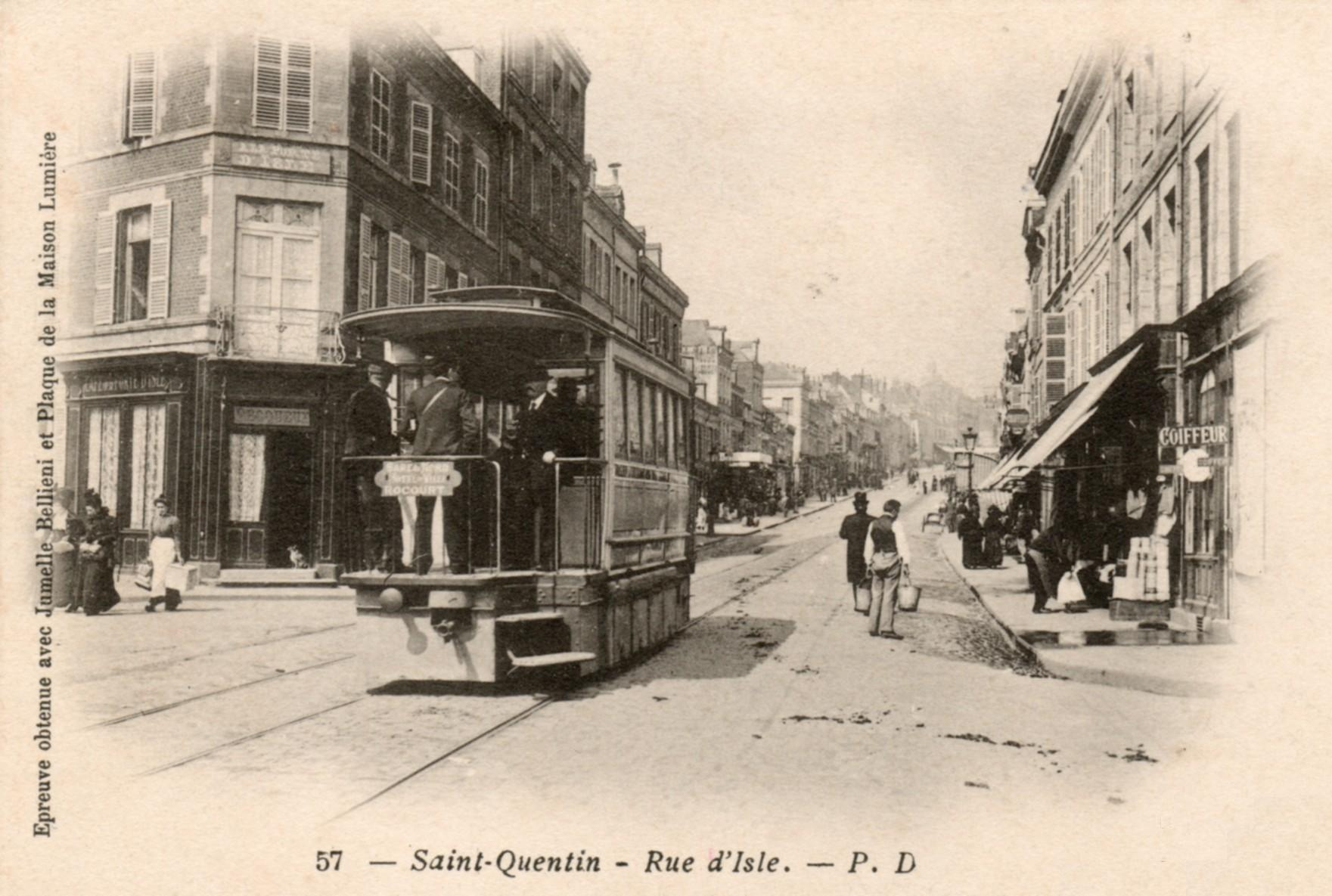
Tramway Mékarski, rue d'Isle Rocourt, vers 1900.

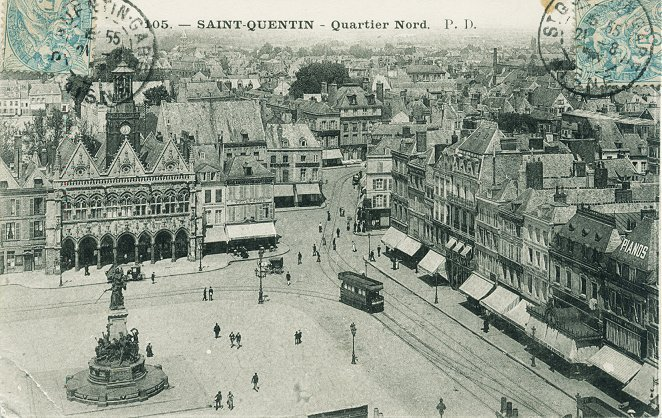
On distingue bien sur ce cliché l'implantation des voies, place de l'Hôtel-de-Ville, pendant l'exploitation à air comprimé, système Mékarski.

La ville de Saint-Quentin, située dans le département de l'Aisne, a disposé d'un réseau de tramway de 1899 à 1956.

## Histoire
Le conseil municipal décide, le 11 avril 1895, de doter la ville d'un réseau de tramways, à voie normale, qui serait constitué des lignes suivantes : 
1. de la gare du Nord à l'hôtel de ville,
2. de la gare du Nord à l'hôtel de ville et à Rocourt (passage à niveau du chemin de fer de la Compagnie du chemin de fer de Vélu-Bertincourt à St Quentin),
3. de la gare du Nord à l'hôtel de ville et au cimetière du Nord (gare des chemins de fer du Cambrésis),
4. de la gare du Nord à l'hôtel de ville et à Remicourt (place de Mulhouse),
5. de la gare du Nord l'hôtel de ville er aux casernes du 87e RI (place Thiers),
6. une ligne circulaire, pour les voyageurs et les marchandises, passant par les voies suivantes : place du Huit-Octobre, boulevard du Huit-Octobre, rue de Tour Y Val, boulevard Victor-Hugo, place Dufour-Denelle, boulevard Henri-Martin, boulevard Richelieu, place Crommelin, boulevard du Nord (actuel boulevard Roosevelt), rue de Mulhouse, place de Mulhouse, rue Charles-Picard, boulevard Gambetta, place du Huit-Octobre.

Il décide de rechercher un concessionnaire qui construirait et exploiterait ce réseau.

### Société anonyme des tramways de Saint-Quentin et du département de l'Aisne
Ce concessionnaire sera la Société anonyme des tramways de Saint-Quentin et du département de l'Aisne. Cette société est constituée à Bruxelles le 1er septembre 1895, et est en rapport avec la Société générale d'éclairage et de force motrice (société anonyme pour l'exploitation des procédés Victor Popp & James Conti), qui doit réaliser la construction de l'usine de production d'énergie, fournir du matériel roulant...
Toutefois, le gouvernement refuse d'accorder une concession d'utilité publique à une société d'origine étrangère. Des accords financiers sont pris entre la société belge et la société  Omnium lyonnais de chemins de fer et tramways, qui aboutissent le 7 septembre 1898 à un décret de concession au bénéfice de l'Omnium lyonnais.

### Société d'exploitation des  tramways de Saint-Quentin
Cette société, filiale  de l'Omnium lyonnais, se voit donc attribuer par le décret de 1898 la concession pour un réseau de 5 lignes à traction mécanique 
1. ligne de la gare du Nord à I'Hôtel de Ville et au Cimetière Saint-Jean (dit du Nord), constituée de deux sections :
  - de la gare du Nord à l'Hôtel de Ville par les rues de La Fère, d'Isle et de la Sellerie,
  - de l'Hôtel de Ville au Cimetière Saint-Jean par les rues Croix Belle-Porte, Saint-Jean (actuelle rue Raspail), des Etats-Généraux, du Cateau (rue Pompidou).
2. ligne de la gare du Nord à l'Hôtel de Ville et à Rocourt (passage à niveau du chemin de fer de la Compagnie du chemin de fer de Vélu-Bertincourt à St Quentin) en 2 sections :
  - de la gare du Nord à l'Hôtel de Ville, en tronc commun avec la précédente,
  - de l'Hôtel de Ville à Rocourt, par la rue Saint-Martin (l'actuelle rue Émile-Zola), l'avenue Faidherbe et la rue de Paris.
3. ligne de l'Hôtel de Ville à la place de Mulhouse, en section unique, par les rues Croix Belle-Porte, du Gouvernement, de Strasbourg, de Baudreuil, l'avenue de Remicourt (traversée des Champs-Élysées) et la rue Charles-Picard.
4. ligne de la gare du Nord au chemin de Neuville (place de Stalingrad), en section unique par la rue de La Fère,
5. voie d'accès au dépôt définitif du boulevard Cordier par la rue Saint-Éloi
6. voie d'accès au dépôt provisoire du boulevard du Huit-Octobre prolongé[3].

La compagnie construit le réseau et assure son exploitation à l'aide d'automotrices à air comprimé.
Celles-ci auraient dû être du type Popp-Conti, mais l'usine à air comprimé construite par la société se révèle incapable de produire la pression nécessaire de 30 kg/m², l'exploitant se rabat sur des automotrices système Mékarski.
La première ligne est mis en service le 6 mars 1899.

### Compagnie des tramways de Cambrai et de Saint-Quentin
Afin d'assurer la transformation du réseau en tramway électrique, la Compagnie des tramways de Cambrai se voit rétrocéder le réseau, le 13 juillet 1907 et prend le nouveau nom de Compagnie des tramways de Cambrai et de Saint-Quentin. Cette nouvelle compagnie est une filiale de la Compagnie générale française de tramways (CGFT). Elle développe le réseau en adoptant la traction électrique. La première ligne est mise en service le 25 avril 1908.

## Infrastructure
Le réseau comprend quatre lignes :
- 1- Rocourt - Remicourt (2,7 km) ;
- 2- Gare du Nord - Cimetière du Nord (2,4 km) ;
- 3- Gare du Nord - Les Casernes (2,2 km) ;
- 4- Gare du Nord - Faubourg-d'Isle (1,1 km).

## Exploitation
Lors de la Première Guerre mondiale, dès 1914, la ville est envahie et le réseau détruit.
Le réseau est reconstruit conformément aux dispositions du décret du 22 septembre 1925  et remis en service le 2 mai 1925.
Les tramways disparaissent le 27 mai 1956.

### Matériel roulant
À l'origine, en 1899,

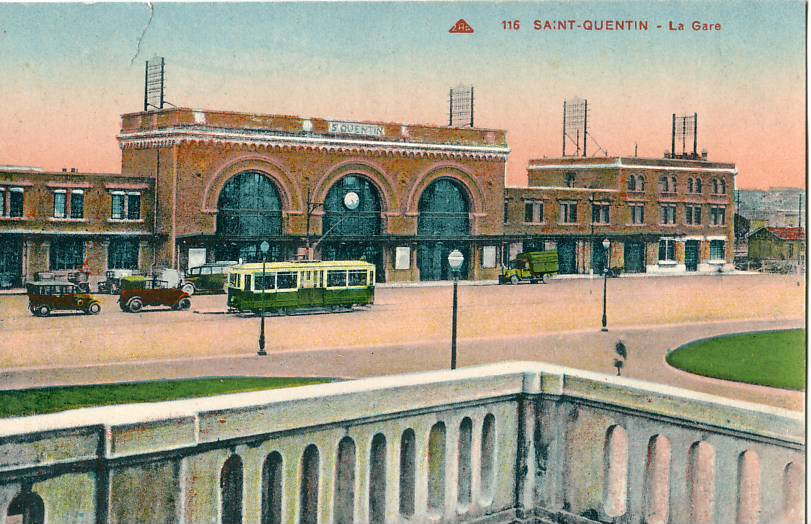
Motrice livrée en 1925, devant la gare.

- 10 automotrices Mékarski, capacité : 20 places assises, 14 places debout

Entre 1908 et 1917, le réseau utilise le matériel suivant :
- 18 motrices à 2 essieux, longueur : 8,5 m, poids à vide : 9 tonnes, puissance : 2 × 25 ch, capacité : 22 places assises, 28 places debout
- 6 baladeuses,

Lors de la reconstruction du réseau, un nouveau matériel est livré :
- 17 motrices à 2 essieux, longueur : 9,5 m, poids à vide : 9 tonnes, puissance : 2 × 40 ch, capacité : 24 places assises, 16 places debout
- 2 remorques,

## Galerie

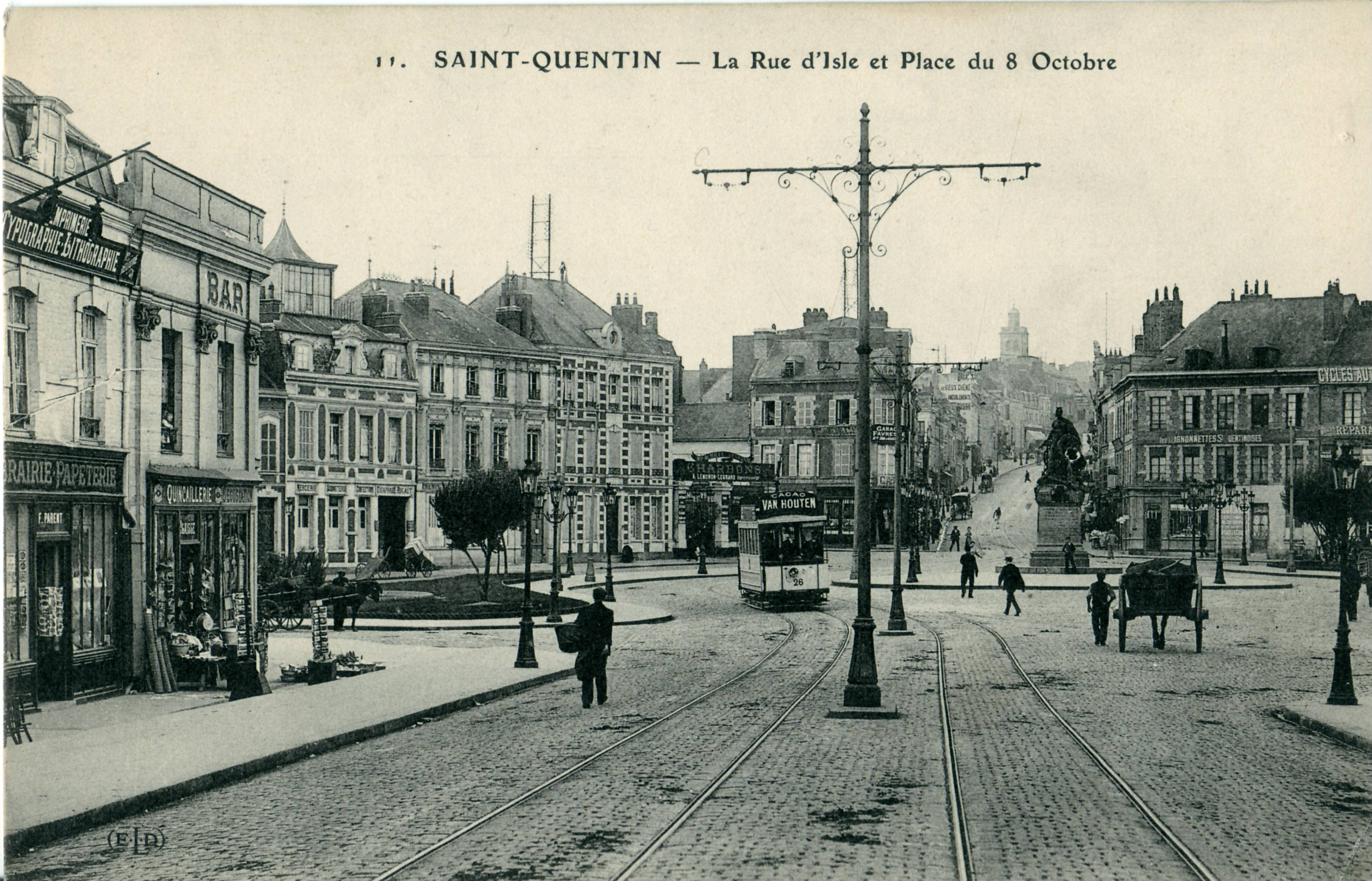
Tramway électrique, avant la Première Guerre mondiale, place du Huit-Octobre...
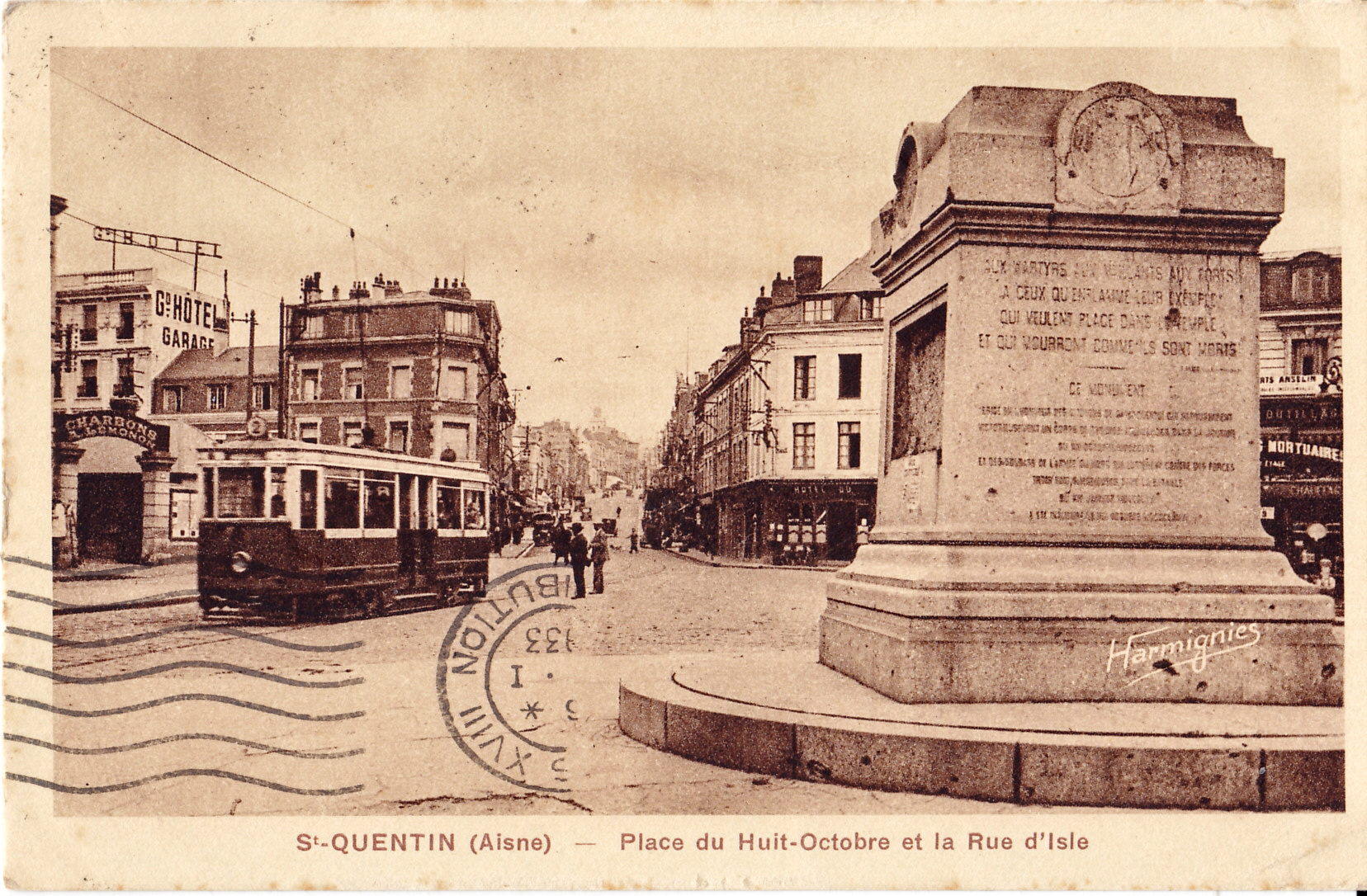
... et, dans les années 1930, avec un tramway électrique de la ligne 2.
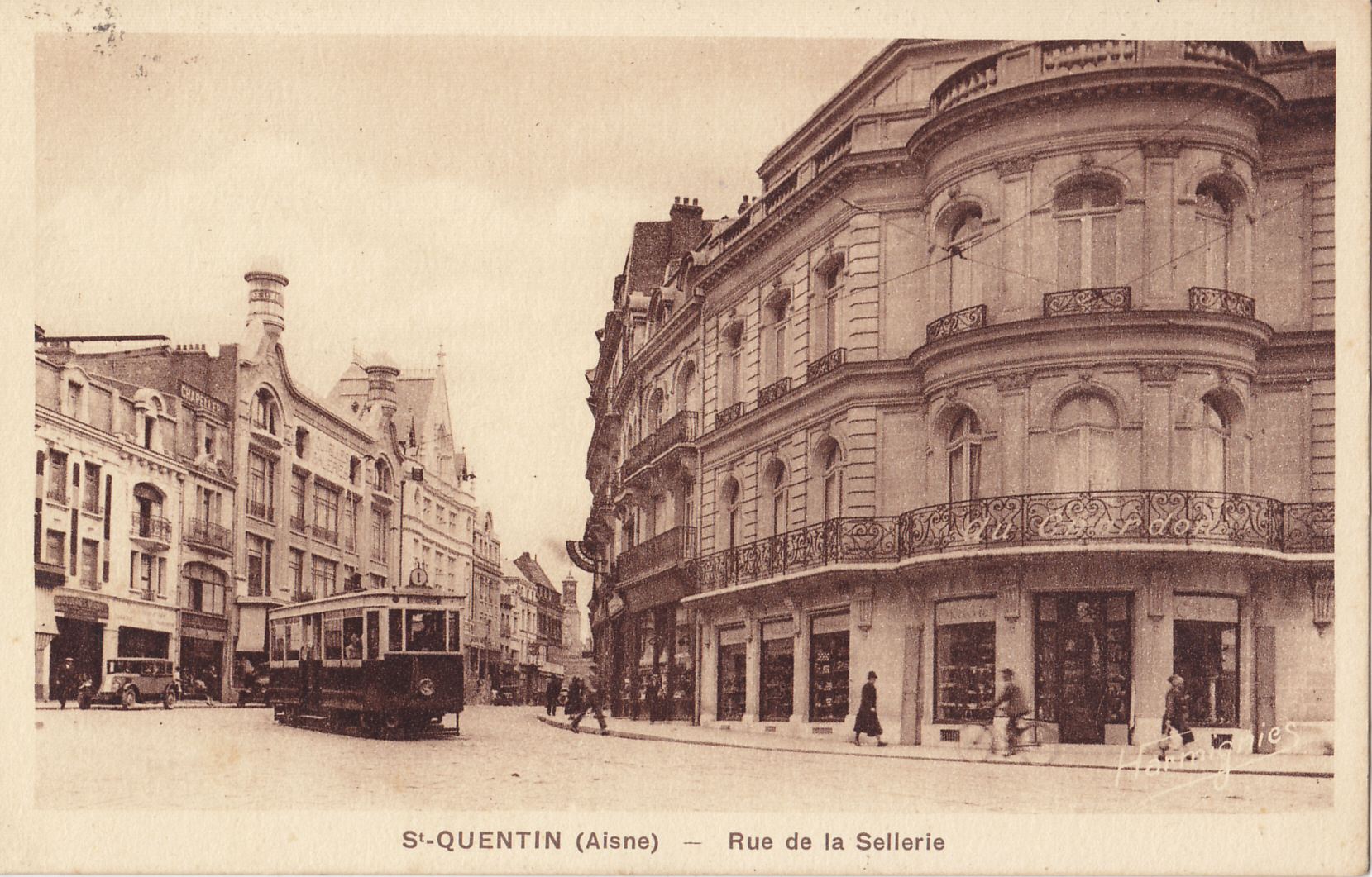
Tramway électrique, ligne 1, rue de la Sellerie, dans les années 1930.
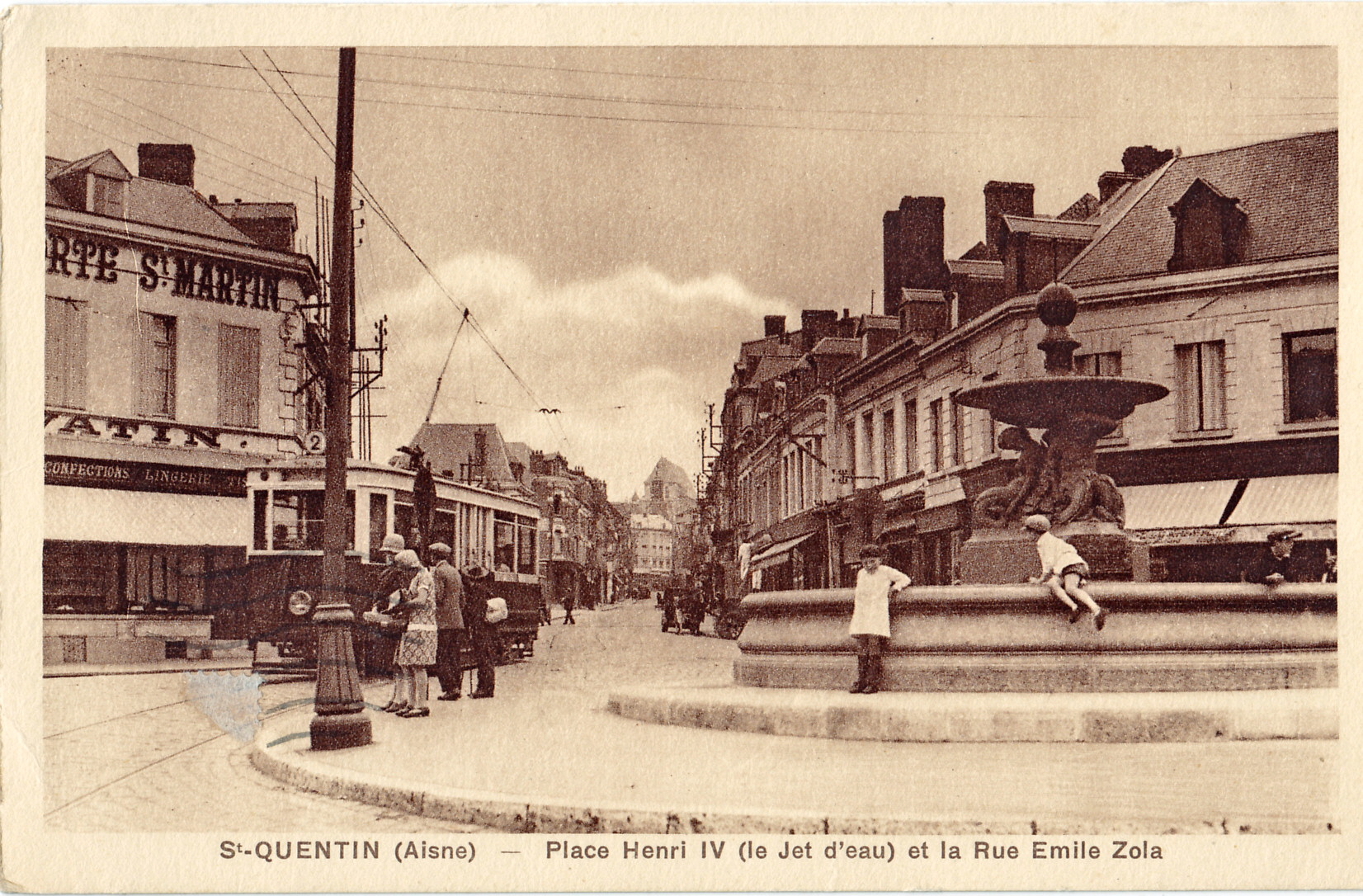
Tramway de la ligne 2, place Henri IV, dans les années 1930.
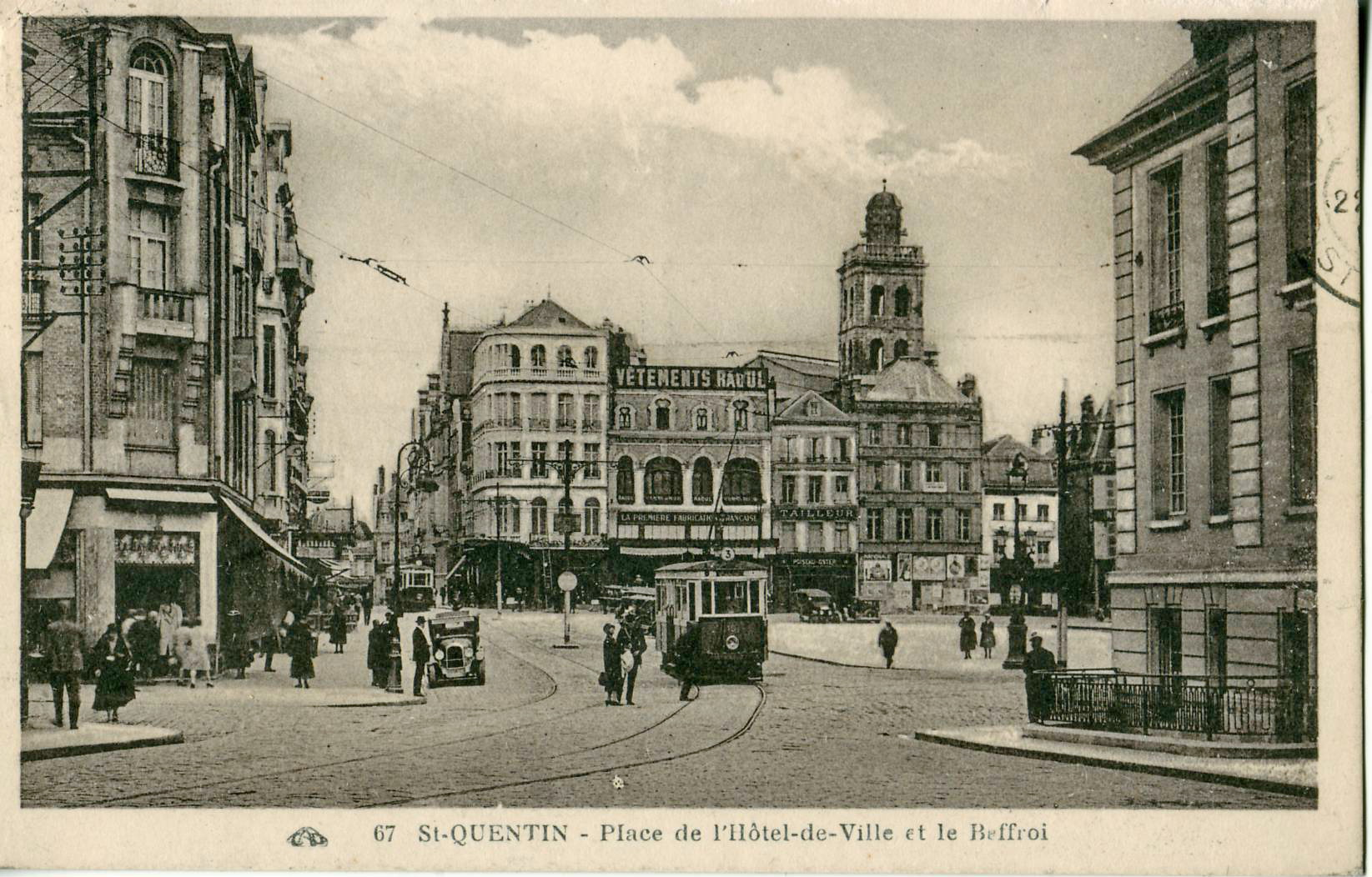
Tramway électrique sur la ligne 3, place de l'Hôtel-de-Ville, dans les années 1920.